# Чемпіонат Буковини з хокею 1933—1934
Розіграш першості Буковини мав місце з грудня 1933 по січень 1934 року. Переможцем, як і минулого сезону, стали гравці чернівецького «Драгош Воде».

## Підсумкова класифікація
| Місце | Команда                | І | В | Н | П | Ш   | О |
| ----- | ---------------------- | - | - | - | - | --- | - |
| 1     | «Драгош Воде» Чернівці | ? | ? | ? | ? | ?-? | ? |
| ?     | ?                      | ? | ? | ? | ? | ?-? | ? |
| ?     | ?                      | ? | ? | ? | ? | ?-? | ? |

## Міжнародні змагання
В румунському чемпіонаті «Драгош Воде» поступився в півфіналі бухарестському ТК «Роман», поділивши III-IV сходинки з СК «Меркуря Чук».

## Склади команд
«Драгош Воде» Чернівці: ...; Антон Паненка (?, ?), Кодря (?, ?), ...